# Obsjtina Belogradtjik
Obsjtina Belogradtjik (bulgariska: Община Белоградчик) är en kommun i Bulgarien.   Den ligger i regionen Vidin, i den nordvästra delen av landet, 120 km nordväst om huvudstaden Sofia. Antalet invånare är 5 242. Arean är 22,2 kvadratkilometer.
Terrängen i Obsjtina Belogradtjik är platt åt nordost, men åt sydväst är den kuperad.
Obsjtina Belogradtjik delas in i:
- Rabisja
- Stakevtsi

Följande samhällen finns i Obsjtina Belogradtjik:
- Belogradtjik

I omgivningarna runt Obsjtina Belogradtjik växer i huvudsak lövfällande lövskog. Runt Obsjtina Belogradtjik är det glesbefolkat, med 9 invånare per kvadratkilometer.